# Palachia pulchra
Palachia pulchra är en stekelart som beskrevs av Boucek 1969. Palachia pulchra ingår i släktet Palachia och familjen gallglanssteklar.
Artens utbredningsområde är:
- Grekland.
- Kroatien.

Inga underarter finns listade i Catalogue of Life.